# Rajon Darnyzja
Der Rajon Darnyzja (ukrainisch Дарницький район Darnyzkyj raion; russisch Дарницкий район Darnizkij rajon) ist einer von zehn Verwaltungsbezirken (Rajone) der Stadt Kiew, der Hauptstadt der Ukraine.
Der Rajon Darnyzja liegt im Südosten der Stadt am linken Ufer des Dnepr und wurde im Jahr 1935 gegründet. In den Jahren 1941–1943 befand sich hier das berüchtigte Kriegsgefangenenlager Stalag 339 der Wehrmacht. Der Rajon hat 348.376 Einwohner (2020) und eine Fläche von etwa 134 km². Die Bevölkerungsdichte im Rajon beträgt 2607 Einwohner je km². Im Norden des Rajon liegt der Bahnhof Darnyzja.

## Bevölkerungsentwicklung
| 1959    | 1970    | 1979    | 1989    | 2001    | 2008    | 2016    | 2020    |
| ------- | ------- | ------- | ------- | ------- | ------- | ------- | ------- |
| 094.111 | 177.403 | 248.883 | 153.761 | 282.359 | 302.560 | 332.265 | 348.376 |

Quellen: 1959–2008: 
2016:  2020: 